# Бердиші (Ярський район)
Бе́рдиші (рос. Бердыши) — присілок у складі Ярського району Удмуртії, Росія.
1945 року школу у присілку закінчив Флор Васильєв.

## Населення
Населення — 2 особи (2010, 37 у 2002).
Національний склад станом на 2002 рік:
- удмурти — 97 %